# 大田原地区広域消防組合
大田原地区広域消防組合（おおたわらちくこういきしょうぼうくみあい）は、栃木県大田原市、那須塩原市（旧那須郡西那須野町及び塩原町）によって組織された消防組合である。管轄区域は前述の1市と旧2町。2015年、黒磯那須消防組合と統合により那須地区消防組合が発足したことに伴い解散した。

## 概要
- 消防本部：大田原市城山2丁目16番1号
- 管内面積：603.82km2
- 職員定数：173名
- 消防署1カ所、分署4カ所
- 主力機械（2012年4月1日現在）
  - 普通消防ポンプ自動車：4
  - 水槽付消防ポンプ自動車：4
  - 梯子付消防自動車：1
  - 屈折梯子付消防自動車：1
  - 化学消防車：2
  - 救助工作車：1
  - 指令兼広報車：5
  - 資材輸送車：1
  - 人員輸送車：1
  - 高規格救急自動車：6
  - 普通救急自動車：1
  - その他：6

## 沿革
- 1970年　大田原市・那須郡湯津上村・黒羽町・西那須野町・塩谷郡塩原町の1市3町1村が消防事務を共同で処理することを目的として大田原地区広域消防組合を設立。
- 1970年　塩原分遣所、西那須野分遣所、黒羽分遣所を開設する。
- 1976年　塩原分遣所、西那須野分遣所、黒羽分遣所をそれぞれ分署に改組する。湯津上分遣所を開設する。
- 1982年　管轄する塩谷郡塩原町が那須郡の区域となる。
- 1992年　湯津上分遣所が分署に改組される。
- 2005年　市町村合併に伴い、構成自治体が大田原市・那須塩原市（旧西那須野町及び塩原町）2市となる。
- 2015年　黒磯那須消防組合（管轄区域は那須塩原市（旧黒磯市）・那須町）との統合により那須地区消防組合が発足したことに伴い解散する[1]。

## 組織
- 消防本部－総務課、予防課、警防課、通信指令課
- 消防署

## 消防署
出典：
| 消防署 | 住所                     | 分署 |
| ------ | ------------------------ | --- |
| 消防署 | 大田原市城山2丁目16番1号 | 黒羽：大田原市黒羽向町1009番地の1 湯津上：大田原市蛭畑796番地の1 西那須野：那須塩原市三島5丁目1番地251 塩原：那須塩原市塩原2346番地の1 |